# Илья, Сальвадор
Сальвадо́р И́лья Ро́ка (исп. Salvador Illa Roca; род. 5 мая 1966, Ла-Рока-дель-Вальес, Каталония) — испанский политик, первый секретарь Социалистической партии Каталонии, депутат Парламента Каталонии. Президент Женералитета Каталонии с 10 августа 2024 года. В прошлом — министр здравоохранения Испании (2020—2021).

## Биография
Сальвадор Илья родился в семье рабочего текстильной фабрики и домохозяйки, владевшей небольшой текстильной мастерской. Помимо Сальвадора в семье воспитывалось ещё двое младших сыновей. Обучался на философском факультете Барселонского университета в 1984—1989 годах. Отслужил в армии.
В 1987 году был назначен на должность советника по вопросам культуры в мэрии Ла-Рока-дель-Вальес. Вступил в Социалистическую партию Каталонии в 1995 году, в 1995 году занял должность мэра родного города. При мэре Илье в Ла-Рока появился торгоый центр. В феврале 1999 года смещён с должности мэра в результате вотума доверия и вернулся на должность по результатам муниципальных выборов июне 1999 года, добившись абсолютного большинства голосов возглавляемого им партийного списка.
В сентябре 2005 года Сальвадор Илья был назначен генеральным директором управления инфраструктуры департамента юстиции в правительстве Каталонии. В 2009 году перешёл на работу в частный сектор и в течение 9 месяцев занимал должность генерального директора в звукозаписывающей компании Cromosoma. В 2010—2011 годах Илья работал на должности зонального директора экономического управления в мэрии Барселоны и являлся координатором муниципальной группы социалистов городского собрания в 2011—2016 годах. В ноябре 2016 года Илья был назначен на должность секретаря партийной организации СПК. Сальвадор Илья участвовал вместе с Адрианой Ластрой и Хосе Луисом Абалосом в переговорах с «Левыми республиканцами», позволившими Педро Санчесу возглавить правительство Испании в январе 2020 года.
13 января 2020 года получил портфель министра здравоохранения Испании.